# Нехвал, Саина
Саина Нехвал (хинди साइना नेहवाल, род. 17 марта 1990 года) — индийская бадминтонистка, по национальности — джатка, бронзовый призёр летних Олимпийских игр 2012 года, двукратная медалистка чемпионатов мира.

## Биография
Саина Нехвал родилась в 1990 году в Дхиндаре округа Хисар штата Харьяна. Её отец Харвир Сингх Нехвал работал в Сельскохозяйственном университете имени Чоудхари Чарана Сингха штата Харьяна, и поэтому семья жила в университетском городке, где Саина посещала начальную школу. Позднее отец перевёлся в Хайдарабад, получив должность исследователя, и Саина росла там, играя в бадминтон с отцом и матерью Ушей Нехвал — и отец, и мать были в Харьяне местными чемпионами по бадминтону.
С 2006 года Саина Нехвал вышла на международную арену. В 2008 году она выиграла чемпионат мира среди юниоров, в 2010 завоевала золотую медаль Игр Содружества и бронзовую — чемпионата Азии, а в 2012 стала обладательницей бронзовой медали Олимпийских игр.